# Apollo 11 (film din 1996)
Apollo 11 este un film documentar de televiziune de tip dramă care a fost difuzat în premieră pe 17 noiembrie 1996 pe The Family Channel. A fost nominalizat pentru premiul Primetime Emmy. 

## Dezvoltare
Filmul a fost dezvoltat ca răspuns la recenziile pozitive ale filmului Apollo 13 din 1995. Producătorul executiv James Manos Jr. consideră că motivul pentru care nu s-a făcut niciun film anterior despre acestă misiune spațială a fost că „la prima vedere, nu părea să se fi întâmplat nimic dramatic”.
Ei au primit permisiunea NASA de a înregistra porțiuni ale filmului în originalul Apollo Mission Control Center. Inginerii din cadrul complexului s-au oferit să facă astfel încât unele dintre echipamente să funcționeze la fel ca în 1969, pentru un plus de autenticitate.
Buzz Aldrin, unul dintre cei trei astronauti ai Apollo 11, a contribuit la acest film în calitate de consultant tehnic. El nu a fost întotdeauna în platoul de filmare, dar a făcut un efort considerabil pentru a ține pasul cu producția filmului. A fost filmat pentru o scenă, dar acesta a fost tăiată la postproducție. În timpul scenei, a jucat rolul unui cleric care a interacționat cu Xander Berkeley, interpretul lui Aldrin.Neil Armstrong a fost întrebat de către Aldrin dacă ar fi interesat să participe la creația filmului, dar Armstrong nu a răspuns invitației.

## Intriga
Temându-se că sovieticii vor continua să conducă în cursa spațială și că ar fi primii care vor trimite un om pe Lună, NASA a resimțit o presiune enormă în a dezvolta programul Apollo cât mai repede cu putință, deși știa că acesta ar putea duce la un dezastru. Acest film recreează tensiunile care au fost resimțite nu numai de cei trei astronauti (Neil Armstrong, Buzz Aldrin și Michael Collins), dar și de familiile lor și de echipele de tehnicieni care s-au ocupat de pregătire, pentru a evita ca ceva să meargă prost. 

## Distribuția
- Jeffrey Nordling în rolul comandantului Neil Armstrong[6]
- Xander Berkeley în rolul lui Buzz Aldrin, pilotul modulului lunar Apollo.[6] Berkeley a făcut parte – de asemenea – din distribuiția filmului Apollo 13, motiv pentru care se crede că a obținut acest rol[3]
- Jim Metzler, în rolul lui Michael Collins, comandantul modulului de comandă
- Jane Kaczmarek în rolul lui Jan Armstrong[1]
- Wendie Malick în rolul lui Pat Collins[1]
- Maureen Mueller în rolul lui Joan Aldrin[1]
- Matt Frewer în rolul lui Gene Kranz[1]

## Premiera
Filmul a fost lansat pe The Family Channel duminică, 17 noiembrie 1996 la ora 19 EST, ca parte a FAM Sunday Night Movie Event. În continuarea premierei, Aldrin și alții au răspuns întrebărilor despre zborul în spațiu într-o emisiune  live intitulată From the Moon to Mars.
Filmul a fost nominalizat la premiul Primetime Emmy pentru categoriile mixaj de sunet pentru o dramă, miniserie și specială. 

## Legăuri externe
- Apollo 11 la Internet Movie Database